# Mitsubishi G3M
Mitsubishi G3M (japonsko 九六式陸上攻撃機 Kjūroku-šiki rikujō kōgeki-ki; zahodna oznaka: "Nell") je bil japonski dvomotorni propelerski srednji bombnik, ki se je uporabljal med 2. svetovno. Prvi let je bil julija 1935, skupno so zgradili okrog 1050 letal.

## Specifikacije (Mitsubishi G3M2 Model 21)
Podatki iz The Mitsubishi G3M "Nell"; Imperial Japanese Navy Bombers of World War Two
Splošne značilnosti
- Posadka: 7
- Dolžina: 16,45 m (54 ft 0 in)
- Razpon kril: 25 m (82 ft 0 in)
- Višina: 3,68 m (12 ft 1 in)
- Površina kril: 75 m2 (810 sq ft)
- Teža praznega letala: 4.965 kg (10.946 lb)
- Bruto teža: 8.000 kg (17.637 lb)
- Kapaciteta goriva: 3 874 litrov
- Pogon letala: 2 × Mitsubishi Kinsei 14-valjni zračnohaljeni zvezdasti motor, 791 kW (1.061 hp) vsak

Zmogljivost
- Maks. hitrost: 375 km/h (233 mph; 202 kn)
- Potovalna hitrost: 280 km/h (174 mph; 151 kn)
- Doseg: 4.400 km (2.734 mi; 2.376 nmi)
- Višina leta: 9.200 m (30.184 ft)
- Hitrost vzpenjanja: 6 m/s (1.200 ft/min)

Oborožitev

- Strelno orožje:
- 1× 20 mm (0,79 in) Tip 99 top
- 4× 77 mm (3,0 in) Tip 92 strojnice
- Bombe: 800 kg (1.800 lb) bomb ali 1× torpedo